# Kiya
Kiya eller Kije var den egyptiska faraon Akhenatons andra maka och bihustru. 
Hennes identitet är omtvistad. Det har föreslagits att hon var samma person som Tadukhipa. 
Kiya följde med Akhenaton till Amarna, där hon tycks ha haft en framträdande roll vid hovet. Från Akhenatons 12e år som regent (ca 1339 f.Kr) började Kiya framträda på minnesmärken.  Hon försvinner vid okänd tidpunkt från Amarna. Orsaken är omtvistad, och det har föreslagits både att hon avlidit, och att hon blivit förskjuten. 
Kiya blev ca 30 år gammal.
Kiya är en av flera tänkbara identifieringar av mumien The Younger Lady som hittades 1898 i graven KV35 i Konungarnas dal.